# Railfan 台灣高鐵
《Railfan 台灣高鐵》是一款由音樂館和Actainment合作制作的铁路模拟类游戏，2007年7月12日在PlayStation 3上发行，根据台湾高铁路線制作，模擬駕駛台灣高速鐵路700T型電聯車。制作组共抓取了台湾高铁路線两旁共700公里的景色。

## 駕駛模式
700T型列車：
- 北上列車　左營-台北（每站均停）當時還沒有南港站。
- 南下列車　台北-左營（直達車）沿途僅停靠板橋和台中。

雖然北上列車在所有車站均停靠，但當時遊戲發佈時，尚未啟用的苗栗站、彰化站和雲林站被視為中繼站且過站不停。此外，無論是區間列車還是直達車，苗栗與台中站之間的中間點及燕巢總機廠都將被視為中繼站。

## 遊戲特色
台灣高鐵繼承了Railfan系列中的PSSC（程式化車站停車控制系統）、CRC（定速巡航系統）、DSD（緊急煞車）系統。可以使用主選單中的設定打開或關閉 PSSC。在環境設置中選擇真實模擬模式即可操作安全裝置和門。
本遊戲內建多位司機和售票員的聲線。可以透過在駕駛時的「開始」選單中選擇「停止駕駛」，或者下車並重新駕駛，即可將司機和售票員的聲音改為不同聲音。請注意，列車自動廣播聲音不會改變。

## 旅遊模式

### 高鐵之旅
可選擇自行駕駛高鐵，或由電腦全程示範駕駛。另外選擇各車站時均可查看該處景點。

### 高鐵與車輛介紹
此選項包含高鐵成立故事、700T型電聯車介紹，以及3D虛擬高鐵電聯車模型。

## 競賽模式
遊戲中有多種競賽模式可遊玩，包含時間競賽、誤差競賽及省電競賽。

### 時間競賽
駕駛列車由台北站出發至左營站，沿途不停靠車站。利用最短時間抵達者即為優勝。
以下情形將終止駕駛：
- 抵達左營站時，無法於合格範圍內正確停車
- 剩餘時間為0秒時

以下情形將縮短剩餘時間：
- 超過ATC速度限制
- 使用EB（緊急煞車）

此外，可能因製作組僅拍攝南下一般直達車路段，所以行經板橋與台中站時須減速滑行駛離月台。

### 誤差競賽
由台中站出發至台北站，沿途須精準地依照時刻表駕駛列車。
通過時間、抵達時間、及停車位置等愈準確者即為優勝。
以下情形將終止駕駛:
- 30秒以上的誤點、提早抵達、提早通過
- 抵達停靠站時，無法於合格範圍內正確停車

以下情形將可獲得點數:
- 各站的通過時間、抵達時間、停車位置
- Checkpoint（確認點）的通過時間

### 省電競賽
駕駛列車由左營站出發至台北站，消耗最少電力抵達終點者為優勝。 
以下情形將終止駕駛：
- 延遲誤點5分鐘以上
- 剩餘電力為0千瓦
- 抵達停靠站時，無法於合格範圍內正確停車

以下情形將縮短剩餘電力:
- 超過ATC速度限制
- 使用EB（緊急煞車）